# Rod Higgins
Roderick Dwayne "Rod" Higgins (Monroe, Luisiana, 31 de enero de 1960) es un exjugador y exdirigente deportivo de baloncesto estadounidense que jugó trece temporadas en la NBA y una en la CBA, además de hacerlo por un breve espacio de tiempo en la liga griega. Con 2,00 metros de estatura jugaba en la posición de alero. Desde 2007 ocupó el cargo de general manager de los Charlotte Bobcats hasta 2011, sustituyendo en el cargo a Bernie Bickerstaff. Es el padre del también jugador de baloncesto Cory Higgins.

## Trayectoria deportiva

### Universidad
Jugó durante cuatro temporadas con los Bulldogs de la Universidad Estatal de California en Fresno, en las que promedió 13,5 puntos, 5,8 rebotes y 1,9 asistencias por partido. En su primera temporada fue incluido en el mejor quinteto de novatos de la Big West Conference y en las dos últimas en el mejor quinteto absoluto. Los tres últimos años lideró a su equipo en anotación, recibiendo una mención honorífica All-American en su temporada sénior.

### Profesional
Fue elegido en la trigésimo primera posición del Draft de la NBA de 1982 por Chicago Bulls, donde tras una prometedora primera temporada, en la que fue titular en la mitad de los partidos, promediando 10,3 puntos y 4,5 rebotes, se vio relegado al banquillo en su segunda temporada con la contratación de Kevin Loughery como entrenador del equipo, y más aún al año siguiente, en el que acabaría promediando 4,5 puntos y 2,2 rebotes, en la temporada en la que Michael Jordan llegó a los Bulls.
Tras ser cortado por Chicago días antes del comienzo de la temporada 1985-86, fichó poco después como agente libre por una temporada con Seattle SuperSonics. Pero no convenció a su entrenador, Bernie Bickerstaff, jugando solo 12 partidos en los que apenas anotó 1,8 puntos por noche antes de ser despedido. El resto de la temporada fue algo caótica, jugando un mes en los Tampa Bay Thrillers de la CBA antes de firmar varios contratos de 10 días con hata tres equipos diferentes de la NBA, San Antonio Spurs, New Jersey Nets y de nuevo Chicago Bulls.
Tras esa convulsa temporada, encontró la tranquilidad al año siguiente al firmar por una temporada con los Golden State Warriors de George Karl. Actuando como suplente de Larry Smith, sus estadísticas mejoraron hasta los 8,6 puntos y 3,2 rebotes por partido. Fue renovado por 4 temporadas, y Higgins lo agradeció jugando su mejor campaña como profesional, siendo titular en 67 de los 68 partidos que disputó, promediando 15,5 puntos y 4,3 rebotes por encuentro. La llegada de Don Nelson al banquillo de los Warriors en 1988 le devolvió a la suplencia, recuperando Smith la titularidad, tras una temporada llena de lesiones. A pesar de ello, se adaptó a la perfección a su papel de sexto hombre, promediando 10,6 puntos y 4,6 rebotes por partido.
Jugó tres temporadas más con los Warriors, hasta que en 1992, ya con 33 años, se convirtió en agente libre veterano, negociando su pase a Sacramento Kings. Allí fue suplente de Wayman Tisdale durante una temporada, promediando 8,3 puntos y 2,8 rebotes. Al año siguiente fichó por Phoenix Suns, pero fue cortado antes del comienzo de la temporada, y tras verse sin equipo optó por aceptar la oferta del Olympiacos de la liga griega. Pero su experiencia europea solo duró dos meses, regresando en el mes de diciembre para fichar por Cleveland Cavaliers. Allí jugó el resto de la temporada, regresando a los Warriors al año siguiente. Pero tras los cinco primeros partidos fue despedido, ofreciéndole un puesto entre los entrenadores asistentes, aceptando la oferta y retirándose definitivamente de las pistas.
En el total de sus 13 años como profesional promedió 9,0 puntos y 3,6 rebotes en 779 partidos disputados.

### Entrenador y general manager
Nada más retirarse se incorporó al equipo técnico de los Warriors como asistente a las órdenes de Don Nelson, quien dejó su puesto mediada la temporada a Bob Lanier. Ejerció como tal hasta la temporada 1999-00, cuando asumió el puesto de asistente del general manager, trabajando para Michael Jordan y Wes Unseld. En mayo de 2004 fue elegido general manager de los Warriors, puesto que ocupó hasta 2007, cuando asumió el mismo cargo en la franquicia de los Charlotte Bobcats,. Con los Bobcats estuvo hasta su renuncia a mediados de junio de 2014.

## Estadísticas de su carrera en la NBA

### Temporada regular
| Temporada | Edad | Equipo                | Liga | P   | TIT | MIN  | TC  | TCA  | %TC  | 3P  | 3PA | %3P  | TL  | TLA | %TL  | R.OF. | R.DEF. | REB | ASIS | ROB | TAP | PER | FP  | PTS  |
| 1982-83   | 23   | Chicago Bulls         | NBA  | 82  | 42  | 26.8 | 3.8 | 8.5  | .448 | 0.2 | 0.5 | .317 | 2.5 | 3.2 | .792 | 1.9   | 2.5    | 4.5 | 2.1  | 0.8 | 0.8 | 1.5 | 3.0 | 10.3 |
| 1983-84   | 24   | Chicago Bulls         | NBA  | 78  | 6   | 20.2 | 2.5 | 5.5  | .447 | 0.0 | 0.3 | .045 | 1.4 | 2.0 | .724 | 1.1   | 1.5    | 2.6 | 1.5  | 0.6 | 0.4 | 1.0 | 2.1 | 6.4  |
| 1984-85   | 25   | Chicago Bulls         | NBA  | 68  | 5   | 13.9 | 1.8 | 4.0  | .441 | 0.1 | 0.5 | .270 | 0.9 | 1.3 | .667 | 0.8   | 1.4    | 2.2 | 1.1  | 0.3 | 0.2 | 0.7 | 1.3 | 4.5  |
| 1985-86   | 26   | TOTAL                 | NBA  | 30  | 0   | 11.1 | 1.3 | 3.5  | .368 | 0.0 | 0.3 | .111 | 0.6 | 0.9 | .704 | 0.5   | 1.2    | 1.7 | 0.8  | 0.3 | 0.4 | 0.4 | 1.6 | 3.3  |
| 1985-86   | 26   | Seattle SuperSonics   | NBA  | 12  | 0   | 7.8  | 0.8 | 2.3  | .333 | 0.1 | 0.3 | .250 | 0.3 | 0.4 | .600 | 0.3   | 0.8    | 1.0 | 0.5  | 0.2 | 0.1 | 0.3 | 0.9 | 1.8  |
| 1985-86   | 26   | San Antonio Spurs     | NBA  | 11  | 0   | 11.6 | 1.6 | 3.6  | .450 | 0.0 | 0.2 | .000 | 1.0 | 1.5 | .688 | 0.5   | 1.7    | 2.2 | 1.1  | 0.2 | 0.3 | 0.5 | 1.9 | 4.3  |
| 1985-86   | 26   | New Jersey Nets       | NBA  | 2   | 0   | 14.5 | 1.5 | 8.0  | .188 | 0.0 | 1.0 | .000 | 0.0 | 0.0 |      | 1.5   | 2.5    | 4.0 | 0.5  | 0.5 | 2.0 | 1.0 | 3.0 | 3.0  |
| 1985-86   | 26   | Chicago Bulls         | NBA  | 5   | 0   | 16.2 | 1.8 | 4.6  | .391 | 0.0 | 0.2 | .000 | 1.0 | 1.2 | .833 | 0.6   | 0.8    | 1.4 | 1.0  | 0.8 | 0.6 | 0.4 | 2.2 | 4.6  |
| 1986-87   | 27   | Golden State Warriors | NBA  | 73  | 28  | 20.5 | 2.9 | 5.6  | .519 | 0.0 | 0.2 | .176 | 2.7 | 3.3 | .833 | 1.0   | 2.3    | 3.2 | 1.3  | 0.5 | 0.3 | 1.0 | 2.0 | 8.6  |
| 1987-88   | 28   | Golden State Warriors | NBA  | 68  | 67  | 32.2 | 5.6 | 10.7 | .526 | 0.3 | 0.6 | .487 | 4.0 | 4.7 | .848 | 1.4   | 2.9    | 4.3 | 2.8  | 1.0 | 0.5 | 1.6 | 2.8 | 15.5 |
| 1988-89   | 29   | Golden State Warriors | NBA  | 81  | 1   | 23.3 | 3.7 | 7.8  | .476 | 0.8 | 2.1 | .393 | 2.3 | 2.8 | .821 | 1.4   | 3.3    | 4.6 | 2.0  | 0.5 | 0.5 | 0.9 | 2.1 | 10.6 |
| 1989-90   | 30   | Golden State Warriors | NBA  | 82  | 22  | 24.3 | 3.7 | 7.7  | .481 | 0.8 | 2.4 | .347 | 2.9 | 3.5 | .821 | 1.5   | 3.7    | 5.1 | 1.6  | 0.6 | 0.6 | 1.1 | 2.2 | 11.1 |
| 1990-91   | 31   | Golden State Warriors | NBA  | 82  | 9   | 24.7 | 3.2 | 6.8  | .463 | 0.9 | 2.7 | .332 | 2.3 | 2.8 | .819 | 1.3   | 3.0    | 4.3 | 1.4  | 0.6 | 0.5 | 0.8 | 2.4 | 9.5  |
| 1991-92   | 32   | Golden State Warriors | NBA  | 25  | 6   | 21.4 | 3.5 | 8.4  | .412 | 1.3 | 3.8 | .347 | 1.9 | 2.4 | .814 | 1.2   | 2.2    | 3.4 | 0.9  | 0.6 | 0.5 | 0.6 | 3.0 | 10.2 |
| 1992-93   | 33   | Sacramento Kings      | NBA  | 69  | 4   | 20.7 | 2.9 | 7.0  | .412 | 0.6 | 1.9 | .323 | 1.9 | 2.2 | .861 | 1.0   | 1.8    | 2.8 | 1.7  | 0.7 | 0.4 | 0.9 | 2.0 | 8.3  |
| 1993-94   | 34   | Cleveland Cavaliers   | NBA  | 36  | 11  | 15.2 | 2.0 | 4.5  | .436 | 0.6 | 1.4 | .440 | 0.9 | 1.2 | .738 | 0.7   | 1.6    | 2.3 | 1.0  | 0.7 | 0.4 | 0.6 | 1.5 | 5.4  |
| 1994-95   | 35   | Golden State Warriors | NBA  | 5   | 2   | 9.2  | 0.6 | 2.4  | .250 | 0.2 | 1.2 | .167 | 0.6 | 0.8 | .750 | 0.8   | 0.6    | 1.4 | 0.6  | 0.2 | 0.2 | 0.2 | 1.4 | 2.0  |
| Total     |      |                       | NBA  | 779 | 203 | 22.1 | 3.2 | 6.8  | .465 | 0.5 | 1.3 | .342 | 2.2 | 2.7 | .808 | 1.2   | 2.4    | 3.6 | 1.6  | 0.6 | 0.5 | 1.0 | 2.2 | 9.0  |

### Playoffs
| Temporada | Edad | Equipo                | Liga | P  | MIN | TCA | TC  | 3PA | 3P | TLA | TL | R.OF. | REB | ASIS | ROB | TAP | PER | FP | PTS | %TC  | %3P   | %FT   | MIN  | PTS  | REB | AST |
| 1984-85   | 25   | Chicago Bulls         | NBA  | 1  | 1   | 0   | 0   | 0   | 0  | 0   | 0  | 0     | 0   | 0    | 0   | 0   | 0   | 0  | 0   |      |       |       | 1.0  | 0.0  | 0.0 | 0.0 |
| 1986-87   | 27   | Golden State Warriors | NBA  | 10 | 177 | 18  | 46  | 1   | 1  | 6   | 9  | 5     | 21  | 12   | 11  | 6   | 2   | 20 | 43  | .391 | 1.000 | .667  | 17.7 | 4.3  | 2.1 | 1.2 |
| 1988-89   | 29   | Golden State Warriors | NBA  | 8  | 267 | 40  | 82  | 10  | 35 | 29  | 34 | 23    | 59  | 20   | 13  | 7   | 11  | 19 | 119 | .488 | .286  | .853  | 33.4 | 14.9 | 7.4 | 2.5 |
| 1990-91   | 31   | Golden State Warriors | NBA  | 9  | 214 | 26  | 61  | 8   | 26 | 23  | 28 | 9     | 29  | 18   | 2   | 8   | 7   | 28 | 83  | .426 | .308  | .821  | 23.8 | 9.2  | 3.2 | 2.0 |
| 1991-92   | 32   | Golden State Warriors | NBA  | 2  | 17  | 2   | 5   | 0   | 2  | 2   | 2  | 0     | 0   | 1    | 1   | 0   | 0   | 1  | 6   | .400 | .000  | 1.000 | 8.5  | 3.0  | 0.0 | 0.5 |
| 1993-94   | 34   | Cleveland Cavaliers   | NBA  | 3  | 57  | 4   | 11  | 2   | 7  | 1   | 2  | 2     | 4   | 4    | 1   | 1   | 3   | 10 | 11  | .364 | .286  | .500  | 19.0 | 3.7  | 1.3 | 1.3 |
| Total     |      |                       | NBA  | 33 | 733 | 90  | 205 | 21  | 71 | 61  | 75 | 39    | 113 | 55   | 28  | 22  | 23  | 78 | 262 | .439 | .296  | .813  | 22.2 | 7.9  | 3.4 | 1.7 |